# 外山滋比古
外山 滋比古（とやま しげひこ、1923年11月3日 - 2020年7月30日）は、日本の英文学者、言語学者、評論家、エッセイスト。文学博士。お茶の水女子大学名誉教授。全日本家庭教育研究会元総裁。
東京文理大英文科卒。専門の英文学にとどまらず、言語学・修辞学・教育学などを広範に研究。言葉のまとまった意味は、視覚に認められる現象と同じような作用によると考えた『修辞的残像』(1961年)を出発点として、日本語の論理、読者論などに新説を出し続けた。『シェイクスピアと近代』(1977年)では、読者論を実践的に示した。また、『異本論』(1978年)、『古典論』(2001年)などでは、従来否定的に扱われてきた異本の積極的な機能を再評価した。

## 略歴
愛知県幡豆郡寺津町（現西尾市）生まれ。
1941年愛知県第八中学校（現愛知県立刈谷高等学校）卒業、1944年東京高等師範学校英語科卒業、1947年東京文理科大学（現筑波大学）文学部英文学科卒業。
1951年に『英語青年』の編集長に就任し以後12年間職を務める。ついで『英語文学世界』『月刊ことば』を創刊し編集に携わる。
1956年東京教育大学助教授に就任、1962年『修辞的残像』で文学博士（東京教育大学）。1968年お茶の水女子大学教授に就き、1989年に退職。在任のうち5年間はお茶の水女子大学附属幼稚園長も兼職。同大名誉教授。同年昭和女子大学教授となり、1999年退職。
2020年7月30日7時18分、胆管がんのため、東京都内の病院にて96歳で死去。

## 活動
専門は英文学。日本における国語科の教科書や入試問題における頻出著者。
幼児・子供に対する「ことばによる情操教育・知育の重要性」を提唱し、言語学、修辞学、教育論、意味論、ジャーナリズム論など広範な研究分野から多数の評論を発表。日本語に関しても『日本語の論理』や俳句に関する著書『省略の文学』『俳句的』を多数発表した。否定的に扱われていた「異本」の積極的機能を考察することで「古典論」に進展し、文学における読者方法論を『修辞的残像』『近代読者論』で説き、発展的実践を『シェイクスピアと近代』で示した。
「今日に至るまで外国の土は踏んでいない」というが、90歳代になっても知的好奇心を失わない生き方でも注目を集め、筑摩書房による1983年の刊行以来、「東大・京大で1番読まれた本」としてロングセラーとなった著書「思考の整理学」は文庫版は124刷、253万部に達した。

## 著書

### 単著
- 『修辞的残像 読者の方法』（垂水書房、垂水叢書） 1961。増訂版（みすず書房） 1979
- 『近代読者論』（垂水書房） 1964。新版・みすず書房 1994
- 『読者の世界』（角川選書） 1969
- 『葦のずいから』（角川書店） 1970
- 『ことばの習俗 新しいコミュニケイション』（三省堂新書） 1971、のち三省堂選書
- 『ホモ・メンティエンス』（みすず書房） 1971
- 『外国語を考える』（ELEC出版部、エレック選書） 1972
- 『省略の文学』（れんが書房） 1973、中央公論社 1976、中公文庫 1979
- 『日本語の論理』（中央公論社、中公叢書） 1973、中公文庫 1987、増補新版2024
- 『伝達の美学 「受け手」の可能性』（三省堂ブックス） 1973
- 『女性の論理』（中央公論社、中公叢書） 1974
- 『エディターシップ』（みすず書房） 1975、新編『新エディターシップ』（みすず書房） 2009
- 『日本語の感覚』（中央公論社、中公叢書） 1975。中公文庫 1992
- 『日常の言葉』（みずうみ書房、みずうみ文庫） 1976
のち改題『日常のことば』（廣済堂出版、広済堂文庫） 1990
- 『日本語の個性』（中公新書） 1976、改版 2020
- 『文学の方法』（大修館書店） 1976
- 『シェイクスピアと近代』（研究社出版） 1977
- 『知的創造のヒント』（講談社現代新書） 1977。ちくま学芸文庫 2008
- 『裏窓の風景 編集歳時記』（英潮社出版） 1977、新編改題『赤い風船』（福武文庫） 1986
- 『かたりべ文化』（冬樹社） 1978。『新編　かたりべ文化』（ちくま文庫） 1992
- 『中年閑居して… ライフワークの思想』（日本経済新聞社） 1978
のち改題『ライフワークの思想』（旺文社文庫） 1983。ちくま文庫 2009
- 『ことばの作法』（ダイヤモンド社） 1978。三笠書房、知的生きかた文庫 1987
のち改訂『新編ことばの作法 心を伝える“ひと言”の知恵』（PHP文庫） 1996
- 『異本論』（みすず書房） 1978、のちちくま文庫 2010  - 著作目録あり
- 『ことばの心』（ダイヤモンド社） 1979
- 『男の神話学』（中央公論社） 1979、中公文庫 1982
- 『親は子に何を教えるべきか これからの家庭教育法』（PHP研究所） 1979、PHP文庫 1991
- 『日本の文章』（北斗出版） 1979。講談社学術文庫 1984
- 『フィナーレの発想 わがライフワーク論』（講談社） 1979。講談社文庫 1982
- 『ことわざの論理』（東京書籍、東書選書） 1979、改版（東京書籍） 2010
新版『ことわざの論理』三笠書房、知的生きかた文庫 1988、ちくま学芸文庫 2007
- 『実のある話』（北洋社） 1979、のち旺文社文庫 1983
- 『母乳語・離乳語・ほめことば 家庭のことば教育』（主婦の友社、Tomo選書） 1979
- 『現代にほんご草紙』（PHP研究所） 1980
- 『ことばの姿』（芸術新聞社） 1980、のち増補版
- 『外山滋比古の家庭教育処方箋』（講談社） 1980
- 『ことばの四季』（毎日新聞社） 1980。中公文庫 1989
- 『読み書き話す』（日本書籍） 1980
- 『メモと日記の方法』（潮出版社） 1980、潮文庫 1984
- 『聡明な女の話し方 ことばのエチケットから、おしゃれな会話まで 会話がぐんとうまくなる方法』（主婦と生活社） 1980
のち改題『聡明な女は話がうまい 会話上手になるためのワン・ウィーク・レッスン』（PHP文庫） 1992
のち改題『聡明な女性の話し方 人前で恥をかかない会話のルールとエチケット』（主婦と生活社、プラチナBOOKS） 2008
- 『女のライフワーク論 これからの生活設計のヒント』（大和書房） 1980
- 『日本語の素顔』（中公新書） 1981
- 『話し方作法 こころの妙薬』（実業之日本社、実日新書） 1981
のち改題『心と心をつなぐ話し方』（PHP研究所） 1993
- 『フェスティナ・レンテ（ゆっくり急げ） いそがば回れの生き方論』（創知社） 1981
のち増訂改題『人生を愉しむ知的時間術 “いそがば回れ”の生き方論』（PHP文庫） 1996
- 『外国語の読みと創造』（研究社出版） 1981
- 『初めに言葉ありき 文化と言語教育』（講談社、講談社ゼミナール選書） 1981
- 『ことば春秋』（毎日新聞社） 1981
- 『読書の方法 未知を読む』（講談社現代新書） 1981
のち増訂改題『「読み」の整理学』（ちくま文庫） 2007、新版2024年5月
- 『美しい日本語 日常語はどうあるべきか 日本語シンポジウム1』（共著、小学館） 1982
- 『昨日は今日の昔 118のさりげない話』（講談社） 1982
- 『文章と表現 郵政省人事局要員訓練課編』（通信事業教育振興会） 1982
- 『ことば散策』（毎日新聞社） 1982
- 『大人であることの面白さ』（PHP研究所） 1982
- 『思考の整理学』（筑摩書房、ちくまセミナー） 1983、ちくま文庫 1986、ワイド版 2017、各・新版2024
- 『空気の教育 しつけのための七章』（福武書店） 1983、福武文庫 1989、ちくま文庫 2011
- 『日本の修辞学』（みすず書房） 1983
- 『ことばの力』（毎日新聞社） 1983、中公文庫 1990
- 『生活の編集』（創知社） 1983
- 『家庭という学校の先生』（三修社） 1983
- 『英語辞書の使いかた』（岩波ジュニア新書） 1983
- 『新・学問のすすめ アウトサイダーの世界』（講談社学術文庫） 1984
- 『ことばに遊ぶ』（毎日新聞社） 1984
- 『子育ては言葉の教育から 幼児教育の秘訣・39章』（PHP研究所） 1984、PHP文庫 1993
- 『子どもとことば はじめにことばありき』（チャイルド本社） 1984
- 『現代人と言語』（向学社、向学社現代教養選書） 1984 - 金田一春彦・大野晋とのアンソロジー
- 『英語ことわざ集』（岩波ジュニア新書） 1984
- 『あ・かっぷ・おぶ・てぃ』（現代書林） 1986
- 『文章を書く心』（福武書店、福武文庫） 1986
のち改題『文章を書くこころ 思いを上手に伝えるために』（PHP文庫） 1995
- 『学校で出来ること出来ないこと』（読売新聞社） 1987、PHP文庫 1994
- 『ホレーショーの哲学』（研究社出版） 1987、新版2021
- 『風の音』（広済堂出版） 1988、広済堂文庫 1990
- 『ことばのある暮し』（中央公論社、中公文庫） 1988
- 『文具百話』（大橋彰版画、芸術新聞社） 1988
- 『スモールトーク』（読売新聞社） 1988
- 『思ったことを思い通りに書く技術 文章を知的におもしろく』（青春出版社 プレイブックス） 1990
- 『山茶花はなぜサザンカか ことばの観察』（朝日新聞社） 1990
- 『同窓会の名簿 老いてなお愉快に生きる』（PHP研究所） 1991
- 『英語の発想・日本語の発想』（日本放送出版協会、NHKブックス） 1992
- 『ことばと人間関係 「ひとこと」の重さを知っておきたい』（チクマ秀版社） 1993、のち新装版
のち改題『心を伝える「ひとこと」の作法 人間関係がうまくいく「ことば」の知恵』（PHP文庫）  2002
- 『いま、家族に大切な60の話 やさしさを分かちあう心の作法』（PHP研究所） 1993
のち増訂改題『家族に大切な60の話 夫婦の作法、親子の作法』（PHP文庫） 2000
- 『残照の風景』（弥生書房） 1995
- 『「ことば」は「こころ」 もっと「日本語」が上手になりたい人へ』（講談社、ニューハードカバー） 1997
- 『文章を書くヒント 名文の秘訣から手紙の作法まで』（PHP文庫） 1997
- 『右往左往しない「生きる知恵」』（講談社） 1998
- 『俳句的』（みすず書房） 1998
- 『ことわざのこころ』（チクマ秀版社、チクマの実学創書） 1999
- 『ちょっとした勉強のコツ』（みくに出版） 2000。PHP文庫 2008
- 『自分史作法』（チクマ秀版社） 2000
- 『古典論』（みすず書房） 2001
- 『お山の大将』（みすず書房、大人の本棚） 2002
- 『わが子に伝える「絶対語感」 頭の良い子に育てる日本語の話し方』（飛鳥新社） 2003。ゴマブックス、ゴマ文庫 2008
- 『ユーモアのレッスン』（中公新書） 2003
- 『頭のよい子は「ことば」で育つ』（海竜社） 2004。PHP文庫 2008
- 『アイデアのレッスン 仕事、勉強、発想を豊かにする』（あさ出版） 2004。ちくま文庫 2010
- 『子どもを育てる絶対勉強力』（幻冬舎、幻冬舎文庫） 2004
- 『外山滋比古「少年記」』（展望社） 2004
- 『あたまの目 人生の見かた』（みすず書房） 2004
- 『わが子に伝える「絶対語感」練習帳』（飛鳥新社） 2004
- 『「普通」で育つわが子の人間力 これだけ守れば大丈夫! 育児の基本26』（海竜社） 2005
- 『大人の日本語 30歳からの「絶対語感」の磨き方』（ビジネス社） 2005
- 『アテンション・プリーズ! 賢い子を育てる「耳ことば」』（アートデイズ） 2005
- 『老楽力』（展望社） 2006、新装版2012
- 『俳句の詩学』（沖積舎） 2006
- 『中年記』（みすず書房） 2007
- 『日本語の作法』（日経BP社） 2008。新潮文庫 2010
- 『ことばの教養』（中公文庫） 2008　- 『ことばのある暮し』『男の神話学』を再編版
- 『人に聞けない大人の言葉づかい』（中経出版） 2008
- 『コンポジット氏四十年』（展望社） 2008
- 『忘却の力 創造の再発見』（みすず書房） 2008
- 『忘却の整理学』筑摩書房、2009。ちくま文庫、2023年3月。
- 『自分の頭で考える』（中央公論新社） 2009、中公文庫 2013
- 『第四人称』（みすず書房） 2010
- 『「マイナス」のプラス 反常識の人生論』（講談社） 2010
- 『頭の旅』（毎日新聞社） 2010
- 『「人生二毛作」のすすめ - 脳をいつまでも生き生きとさせる生活』（飛鳥新社） 2010
- 『裏窓の風景』（展望社） 2010
- 『省略の詩学 俳句のかたち』（中公文庫） 2010 - 『省略の文学』と『俳句の詩学』を改題再編した版
- 『朝採りの思考 シンプルな目を育てる』（講談社） 2010
- 『文章力 かくチカラ』（展望社） 2010
- 『ゆっくり急ぐ』（毎日新聞社） 2010
- 『「いつ死んでもいい」老い方』（講談社） 2011
- 『今昔有情』（毎日新聞社） 2011
- 『失敗の効用』（みすず書房） 2011
- 『たくましい子が育つ親の習慣』（海竜社） 2011
- 『幼児教育でいちばん大切なこと　聞く力を育てる』（筑摩書房） 2012
- 『考えるとはどういうことか』（集英社インターナショナル） 2012
- 『「忘れる」力』潮出版社、2012。〈潮文庫〉、2022
- 『人間的』（芸術新聞社） 2012
- 『傷のあるリンゴ』（東京書籍） 2012
- 『ことば点描』（大修館書店） 2012
- 『失敗談』（東京書籍） 2013
- 『20歳からの人生の考え方』（海竜社） 2013
- 『思考力』（さくら舎） 2013
- 『エスカレーター人間 新思考の道 』（芸術新聞社） 2013
- 『人生複線の思想 ひとつでは多すぎる』（みすず書房） 2014
- 『茶ばなし』（展望社） 2014
- 『寸言力』（本阿弥書店） 2014
- 『乱読のセレンディピティ 思いがけないことを発見するための読書術』（扶桑社） 2014、扶桑社文庫 2016
- 『人に聞けない大人の言葉づかい』（角川書店） 2014
- 『国語は好きですか』（大修館書店） 2014
- 『リンゴも人生もキズがあるほど甘くなる』（幻冬舎） 2014
- 『元気の源 五体の散歩 -「知」を支える頭と体の整え方』（祥伝社） 2014
- 『老いの整理学』（扶桑社新書） 2014、扶桑社文庫 2017
- 『聴覚思考 日本語をめぐる20章』（中央公論新社） 2014
- 『知的生活習慣』（ちくま新書） 2015
- 『三河の風』（展望社） 2015
- 『本物のおとな論 人生を豊かにする作法』海竜社、2016。新版・中央公論新社、2022。
- 『日本の英語、英文学』（研究社） 2017
- 『こうやって、考える。』（PHP研究所） 2017、PHP文庫 2021
- 『忘れるが勝ち！ 前向きに生きるためのヒント』春陽堂書店、2018年12月。春陽堂文庫、2022年。
- 『惰性と思考』扶桑社、2018年12月
- 『お金の整理学』小学館新書、2018年12月
- 『伝達の整理学』ちくま文庫、2019年1月。書き下ろし
- 『考える力』海竜社、2019年2月。
- 『100年人生 七転び八転び　「知的試行錯誤」のすすめ』（さくら舎） 2019年6月
- 『やわらかく、考える。』（PHP研究所） 2019年8月、PHP文庫 2022
- 『老いの練習帳』朝日新書、2019年7月
- 『茶ばなし残香』展望社、2020年12月
- 『90歳の人間力』幻冬舎新書、2022年11月
- 『おとなの思考―学校では教えない逆転の発想法』リベラル社〈リベラル文庫〉、2023年6月。再編版
- 『自然知能』扶桑社、2023年7月。遺著
- 『人生の整理学　読まれる自分史を書く』イースト新書、2024年2月

### 編著･共著
- 『人間の発見』全6巻（共編、三省堂） 1974
- 『伝える さまざまなコミュニケーション 外山滋比古対談集』（ダイヤル社） 1980
- 『ことばと教育 広い視点から』（講談社、人間の教育を考える） 1981
- 『英語名句事典』（共編、大修館書店） 1984
- 『観光文化と「奥の細道」』（松田義幸共編、誠文堂新光社） 1986
- 『日本名句辞典』（鈴木一雄共編、大修館書店） 1988
- 『日本の名随筆 別巻22』（作品社） 1992
- 『現代ことわざ辞典』（ライオン社） 1995
- 『佐々木邦 心の歴史』（佐々木邦、みすず書房、大人の本棚） 2002
- 『ものの見方 思考の実技』（栗原裕編、PHP研究所） 2010
- 『頭脳の散歩 デジタル教科書はいらない』（田中眞紀子共著、ポプラ社） 2010

### 著作集
- 「外山滋比古著作集」全8巻（みすず書房）
  1. 『修辞的残像』2002
  2. 『近代読者論』2002
  3. 『異本と古典』2003
  4. 『エディターシップ』2002
  5. 『日本の言葉』2002
  6. 『短詩型の文学』2003
  7. 『シェイクスピア考』2002
  8. 『風の音 エッセイ集』2002

### 翻訳
- 『文化人類学の世界 人間の鏡』（クライド・クラックホーン (Clyde Kluckhohn)、金丸由雄共訳、講談社現代新書） 1971
- 『本を読む本』（M・J・アドラー (Mortimer J. Adler),C・V・ドーレン(Charles Van Doren)、槙未知子共訳、ブリタニカ） 1978、講談社学術文庫 1997
- 『ことばの世界』全3巻（マリオ・ペイ (Mario Pei)、平田純共訳、講談社） 1979
- 『幸福な生きかたを考える』（ジョン・ラボック (John Lubbock) 、岩元巌共訳、三笠書房） 1983
- 『小学生をもつ両親へ』（デヴィッド・ルイス、三笠書房） 1983